# 浮式防波堤
浮式防波堤是根据波浪量能集中在水体表层的原理，离水面3倍波高的深度范围就包含了波浪90%以上的能量，假如能把消减波能的措施或装置集中在水体表层，离水面一定深度范围就能取得防浪的效果。浮堤能防浪，但对周围的生态环境影响很小，基本上能保持原有海洋生态环境的平衡，也不会影响潮流来往及浮堤内外的海水交换。专家们普遍认为“浮堤今后可能有很大的发展前景”，并预测“浮堤实际应用的可能性较大”。